# Шри Шриниваса Перумал
Храм Шри Шриниваса Перумал или Храм Шри Перумал — один из старейших храмов в Сингапуре. Он располагается в районе Малая Индия на Серангун-роуд, на которой возвышающийся над входом в храм Гопурам символизирует различные воплощения бога Вишну.
Этот большой храмовый комплекс, посвящённый Вишну, основан в 1855 году, но 20-метровый в высоту Гопурам установлен достаточно недавно, он был построен в 1966 году и обошёлся в S$300,000. Первоначальный же храм был достаточно скромным строением с молитвенным залом (мандапамом) и с прудом, позднее засыпанном по природоохранным соображениям. В 1966 году храм был заново освящён и возведён шестиярусный Гопурам за счёт средств купца П. Говиндасамы Пиллая, индийского иммигранта. Он сделал состояние на устройстве сети магазинов товаров общего потребления в Малой Индии и стал известен своей благотворительной деятельностью, его дела ныне продолжают его сыновья.
Внутри храма находится статуи Перумала (или Вишну), его жён Лакшми и Андаль и его птицы-горы Гаруды. Храм посвящён Кришне, одному из воплощений бога Вишну. Перумал — одно из имён Кришны и статуи, посвящённые ему и окрашенные в синий цвет, символизирующий голубую кровь, повсюду встречаются в храмовом комплексе. На храмовом потолке доминирует круглый орнамент с изображением 9 планет, поддерживаемый резными колоннами.
В этом храме ежегодно начинается праздник Тайпусам. Мужчины входят в состояние транса, прокалывают себе кинжалами языки и щёки и несут богато украшенные кавади (алтари), прикреплённые к их торсам металлическими крюками. Это совершается во имя искупления грехов и во славу бога храбрости, силы, красоты и добродетели Сканды-Муругана. Женщины же несут горшки с молоком, испуская жалобные крики в знак покаяния. При песнопениях процессия продвигается к храму Четтьяру на Тенк-роуд, проходя расстояние в 3 километра.
Храм был включён в список Памятников национального значения в 1978 году.